# シュパイアー技術博物館
シュパイアー技術博物館 (ドイツ語: Technik Museum Speyer 英語: Technikmuseum Speyer) は、ドイツのラインラント＝プファルツ州シュパイアーに位置する技術博物館。

## 歴史
1991年、シュパイアー技術博物館はジンスハイム自動車・技術博物館の分館として開かれ、現在ジンスハイム自動車技術博物館協会(Auto & Technik Museum Sinsheim e.V.)に加盟する。 
2004年現在、展示物は2,000以上、展示面積は150,000 m² (屋内外)を超える。1年あたりの来訪者は50万人以上である。それらの展示物に加え、同博物館は大きさ22m x 27mのIMAXドームを誇る。

## ウォークイン・エキシビション

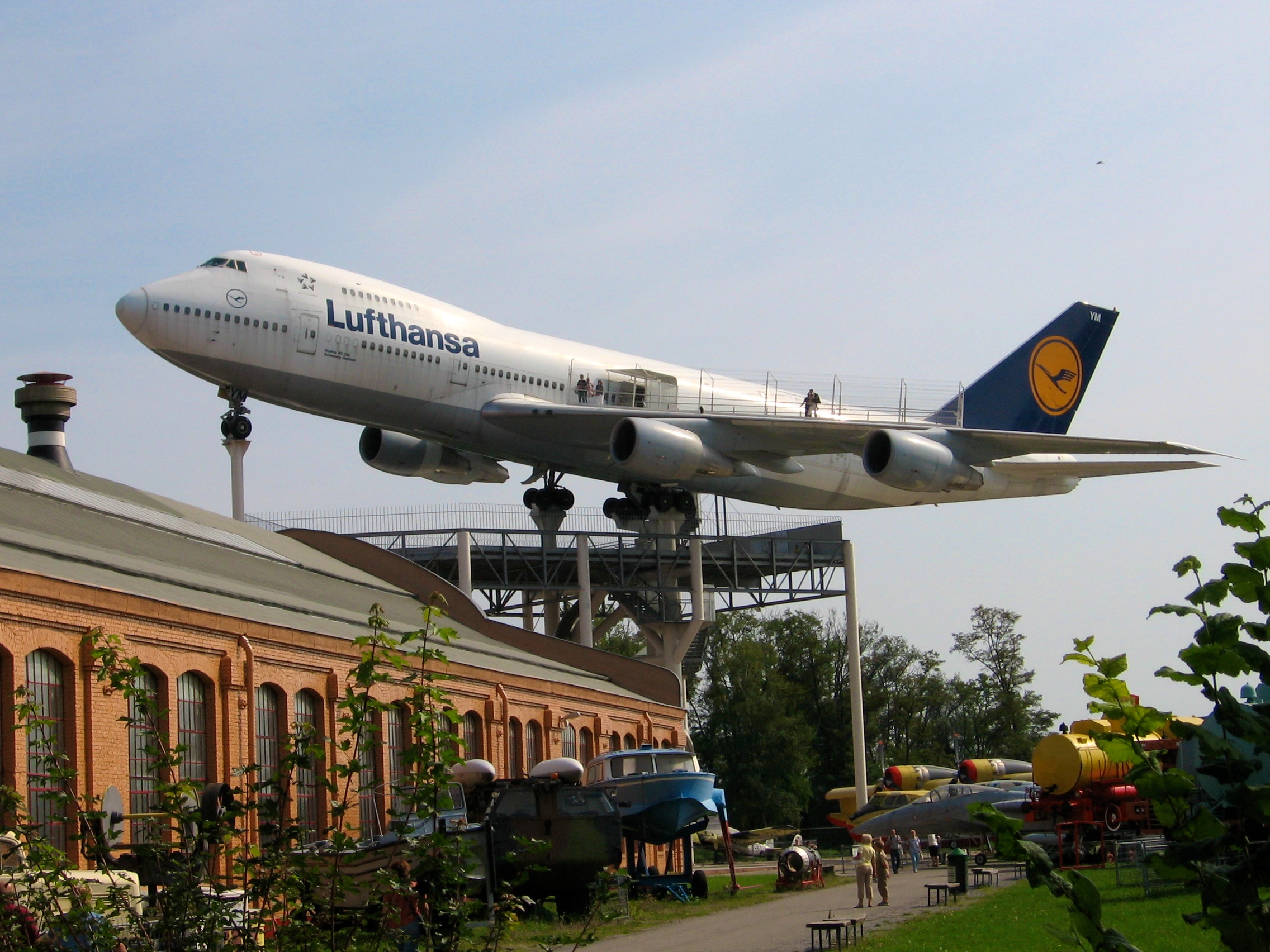
ボーイング747, Liller hall

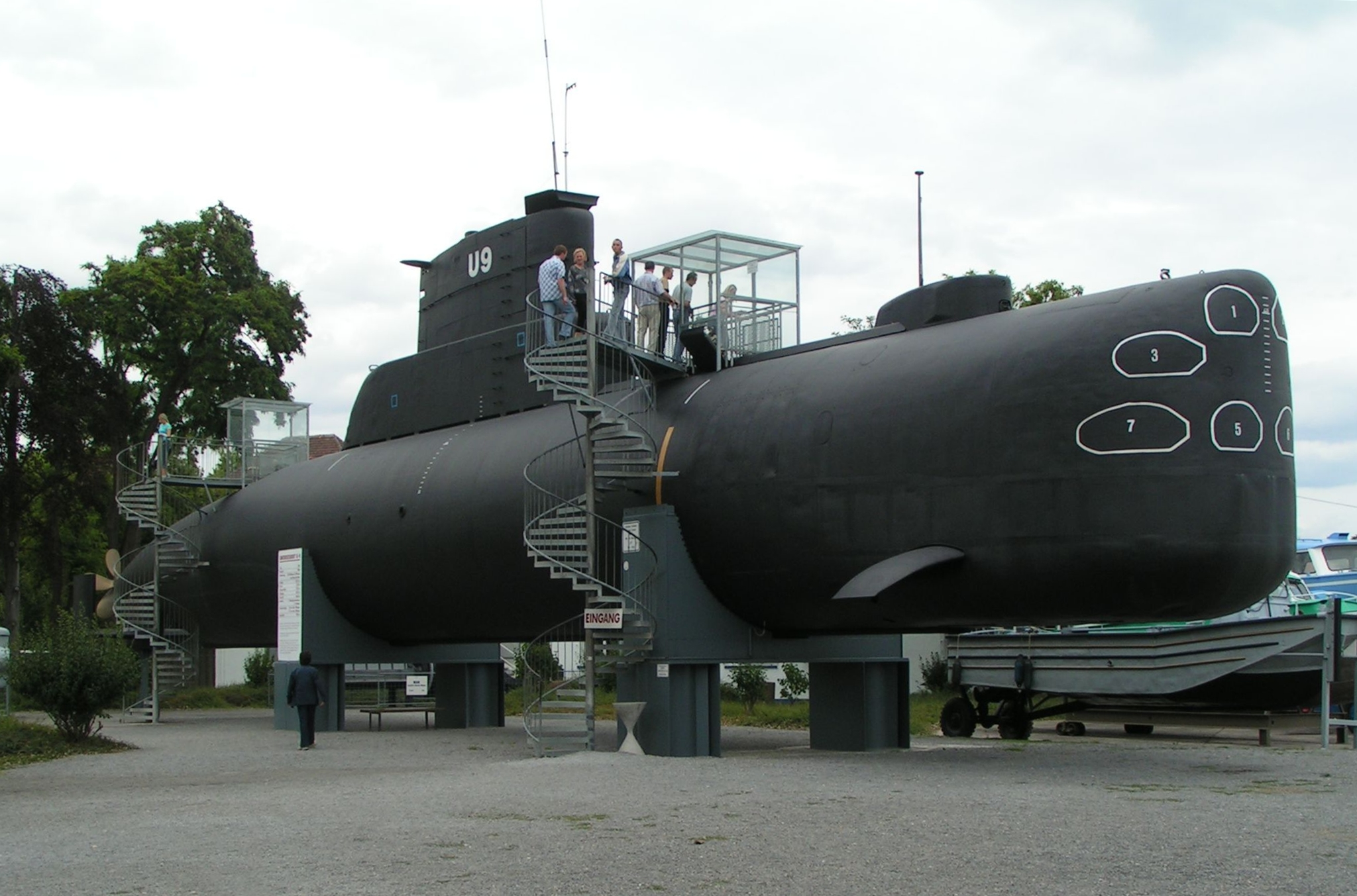
技術博物館の潜水艦U-9

2002年春、ルフトハンザドイツ航空はボーイング747-200航空機を、来訪者に便の良い同博物館に寄贈した。2008年4月、ロシアのブラン、OK-GLIが同博物館に輸出され、これは現在ウォークイン・エキシビションとなっている。他の見所としては、ケリー・ファミリーのショーン・オケリーのハウスボートやドイツ海軍潜水艦U-9がある。
- ボーイング747
- ブラン
- アントノフ An-22
- 205型潜水艦U-9
- ハウスボート・ショーン・オケリー
- 数機種の航空機
- 機関車

## 他の展示物
- 消防車のコレクション
- ミュージカル・オルガン
- ヴィンテージ・カー
- ヘリコプター
- 軍用機
- オートバイ
- 機関車
- 海洋の展示館
- ミニチュアモデルの展示館
- Wilhelmsbau: 歴史的なファッション、兵器、宝珠、人形や玩具、ユニフォームや楽器を含む、多くの貴重な物品を展示する別棟。

## ギャラリー

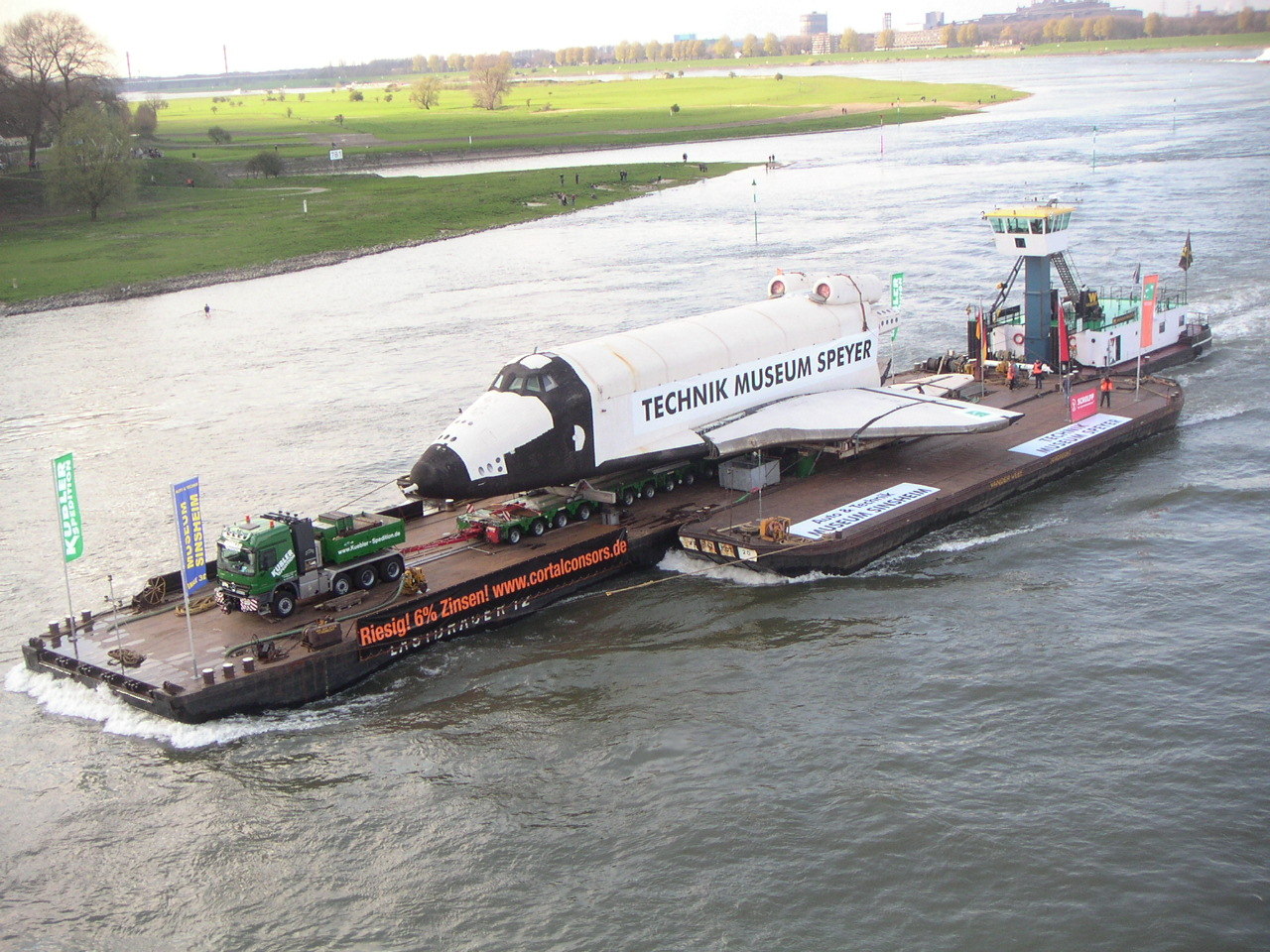
一般展示のためシュパイアー技術博物館へ輸送されるブラン。
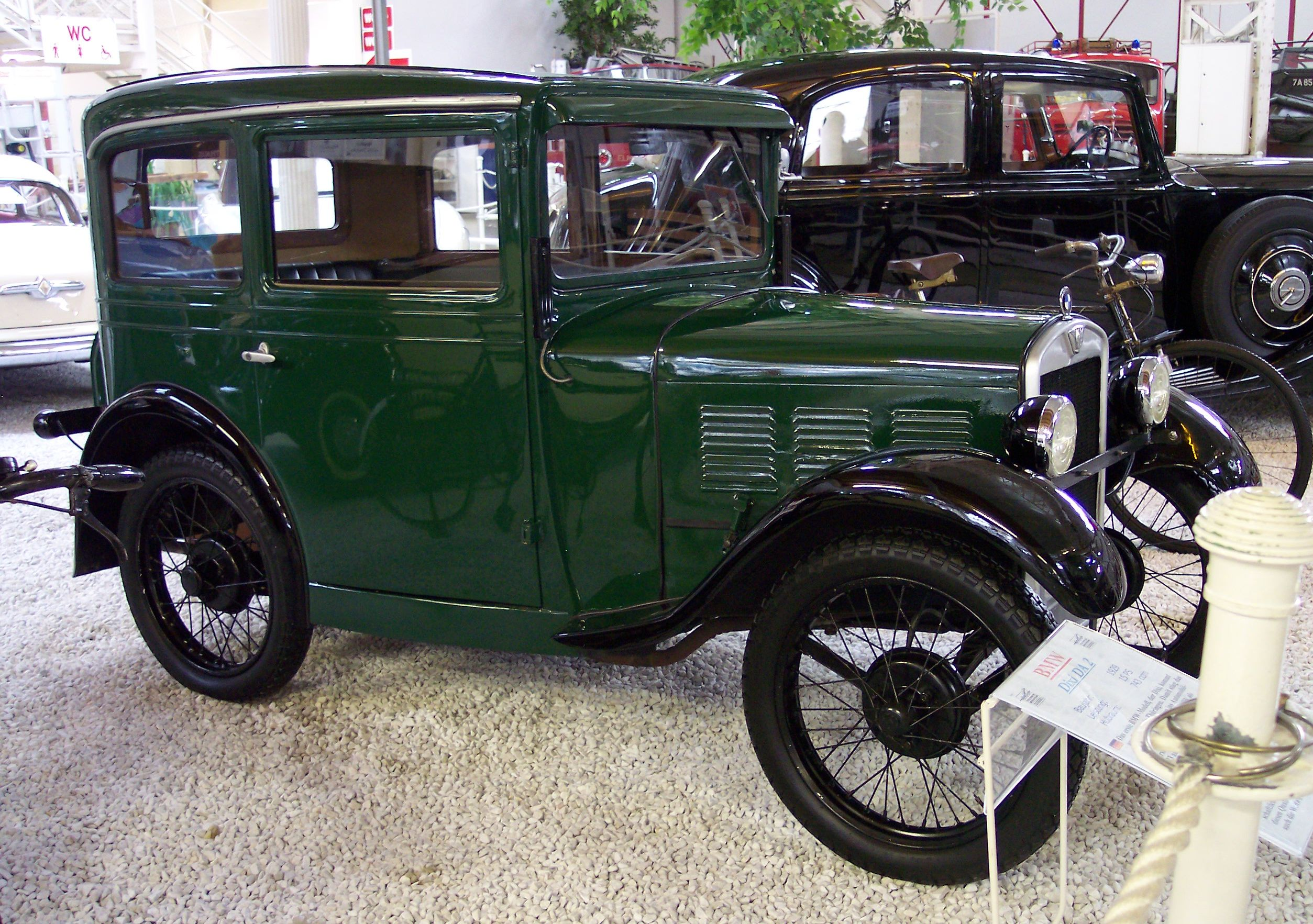
BMW Dixi DA2
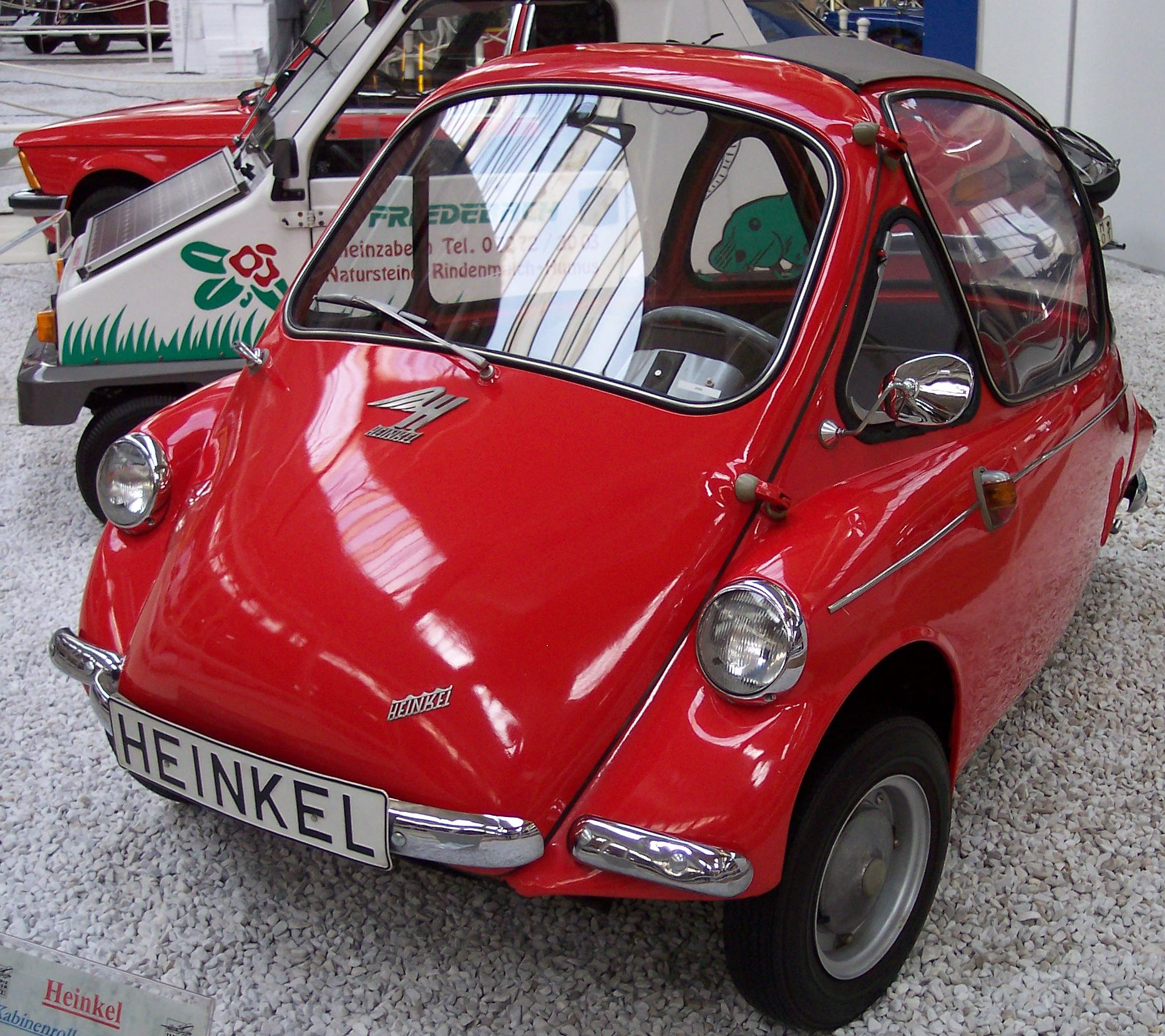
ハインケル カビーネ vl バブルカー
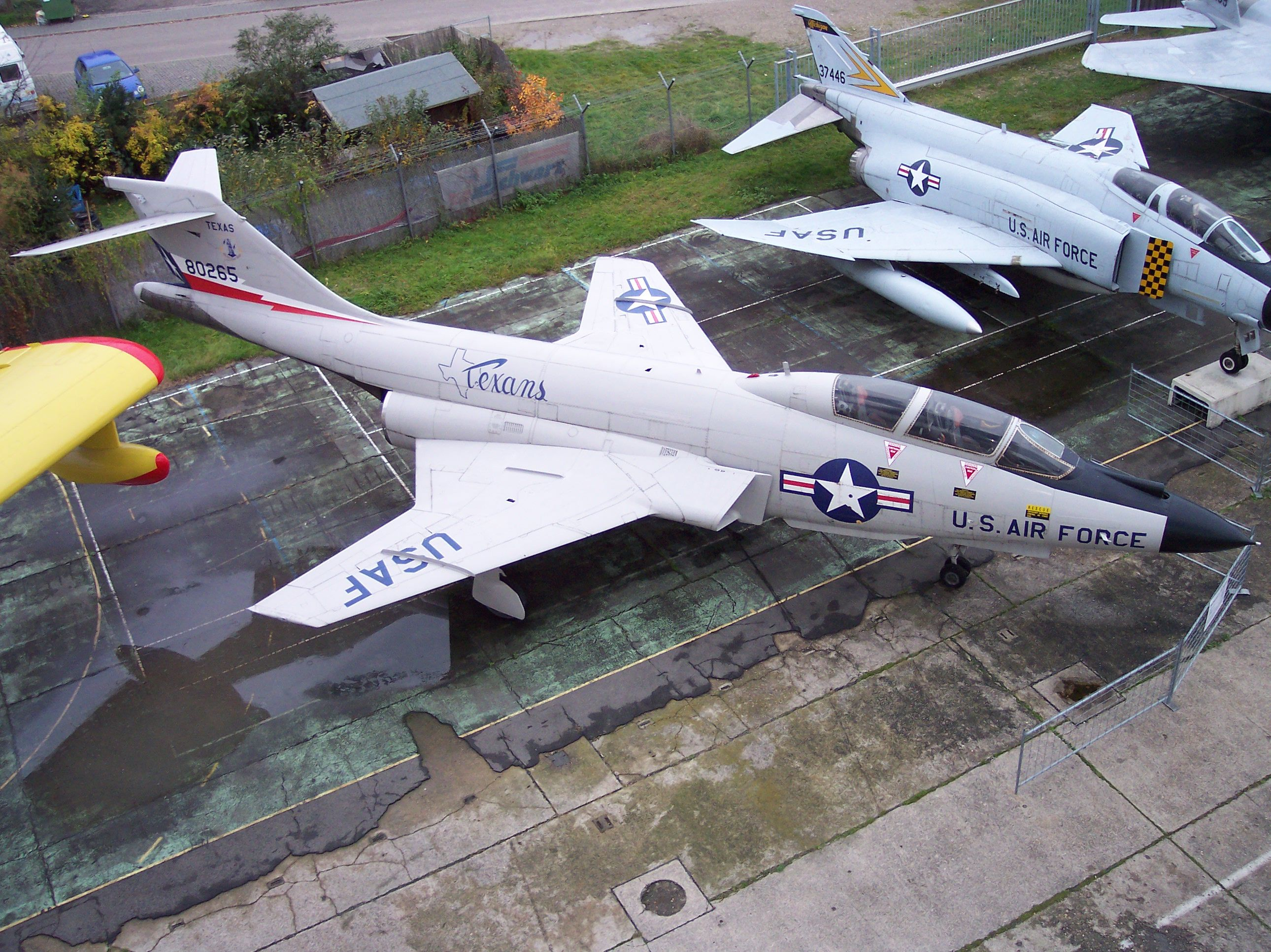
マクドネル F-101 ヴードゥー
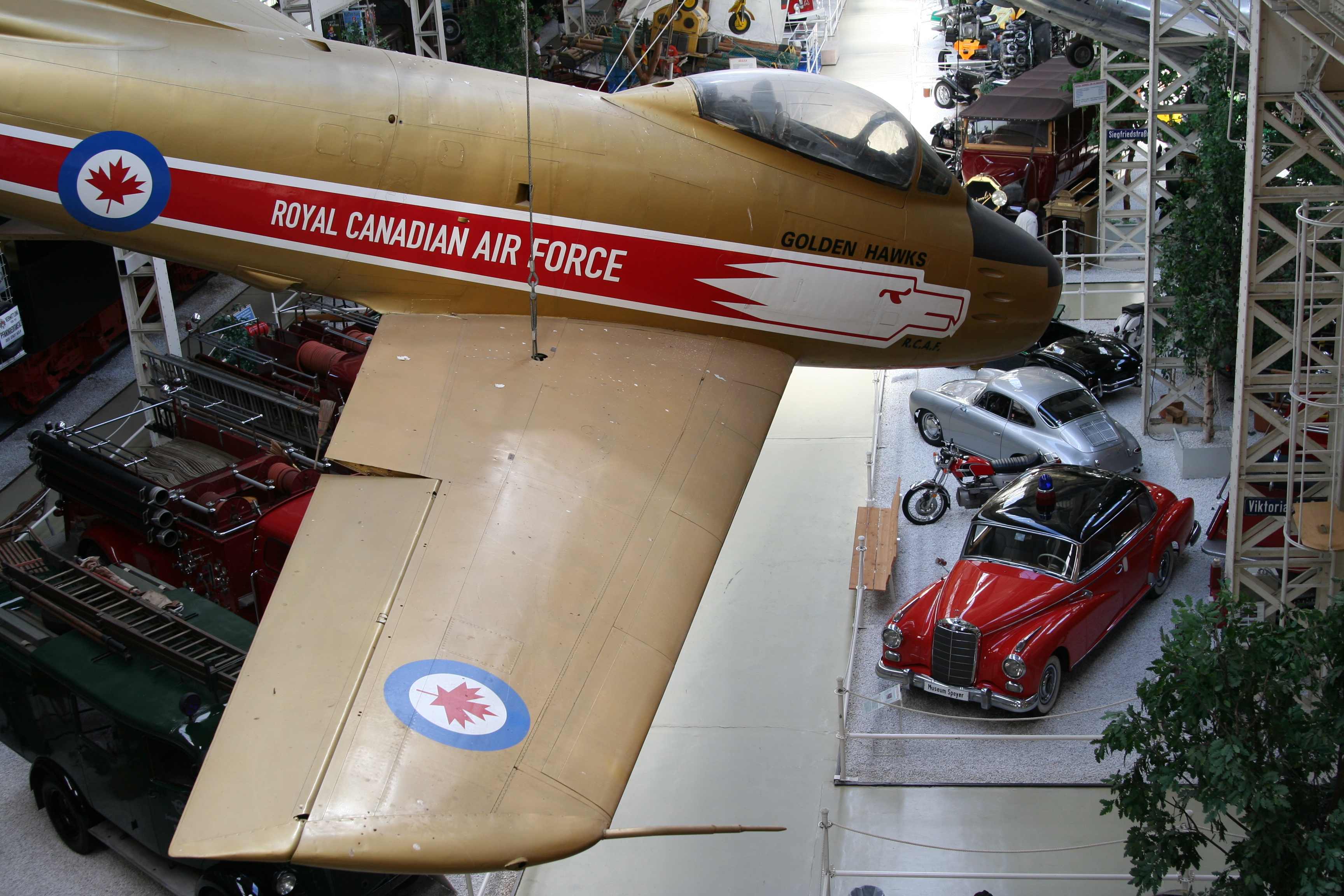
吊り下げられて展示されているカナダ空軍のカナディア・セイバー
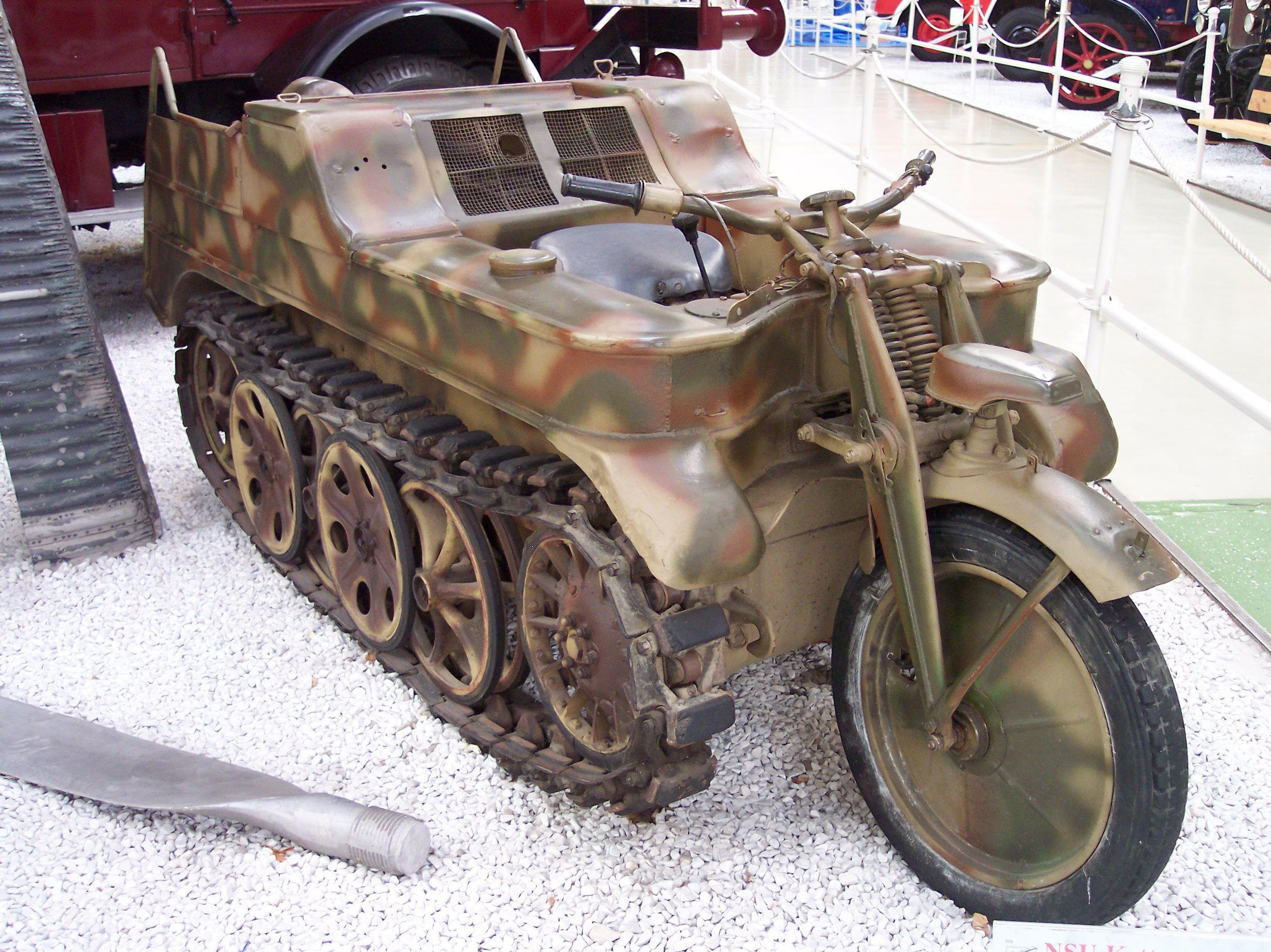
NSU 半装軌車ケッテンクラート

## 著作物
- Musikautomaten im Auto & Technik Museum Sinsheim bzw. Musikautomaten, Moden und Uniformen im Technik Museum Speyer: 192 p, two Languages: German and Englisch; ISBN 3980943747
- Heinz Elser, Margrit Elser-Haft, Vladim Lukashevich: Buran - History and Transportation of the Russian Space shuttle OK-GLI to the Technik Museum Speyer, two Languages: German and Englisch, 2008,  ISBN 3-9809437-7-1